# Jankowskia athleta
Jankowskia athleta är en fjärilsart som beskrevs av Charles Oberthür 1884. Jankowskia athleta ingår i släktet Jankowskia och familjen mätare. Inga underarter finns listade i Catalogue of Life.